# Médinet el-Fayoum
Pour les articles homonymes, voir Fayoum.
Médinet el-Fayoum (en arabe : مَدِينَة الفيوم, Madīnat al-Fayyūm), ou plus simplement Fayoum (الفيوم), est une ville d'Égypte et l'actuelle capitale du gouvernorat du Fayoum. Elle se trouve à 100 kilomètres au sud-ouest du Caire, dans l'oasis du Fayoum. Elle est bâtie sur le site de la ville de Shedet de l'Égypte antique, appelée par les Grecs anciens Crocodilopolis. C'est l'une des villes les plus anciennes du pays.

## Géographie

### Géographie urbaine
Médinet el-Fayoum possède plusieurs vastes bazars, des mosquées et des bains et un marché hebdomadaire. Le canal appelé Bahr Youssouf traverse la ville. Deux ponts traversent la rivière : l'un doté de trois arches, sur lequel court la rue principale et son bazar, l'autre à deux arches, sur lequel est bâtie la mosquée Qaitbay (bâtie en l'honneur de Qait Bay, sultan mamelouk de la tour, par son épouse). Au nord de la ville, des monticules trahissent l'emplacement de la ville antique où l'on vénérait le crocodile sacré du lac Moéris. Le centre-ville s'articule autour du canal, avec ses quatre norias dont le gouvernorat du Fayoum a fait son emblème.

### Climat
Selon la classification de Köppen, le climat de Médinet el-Fayoum relève du climat désertique chaud.

## Galerie

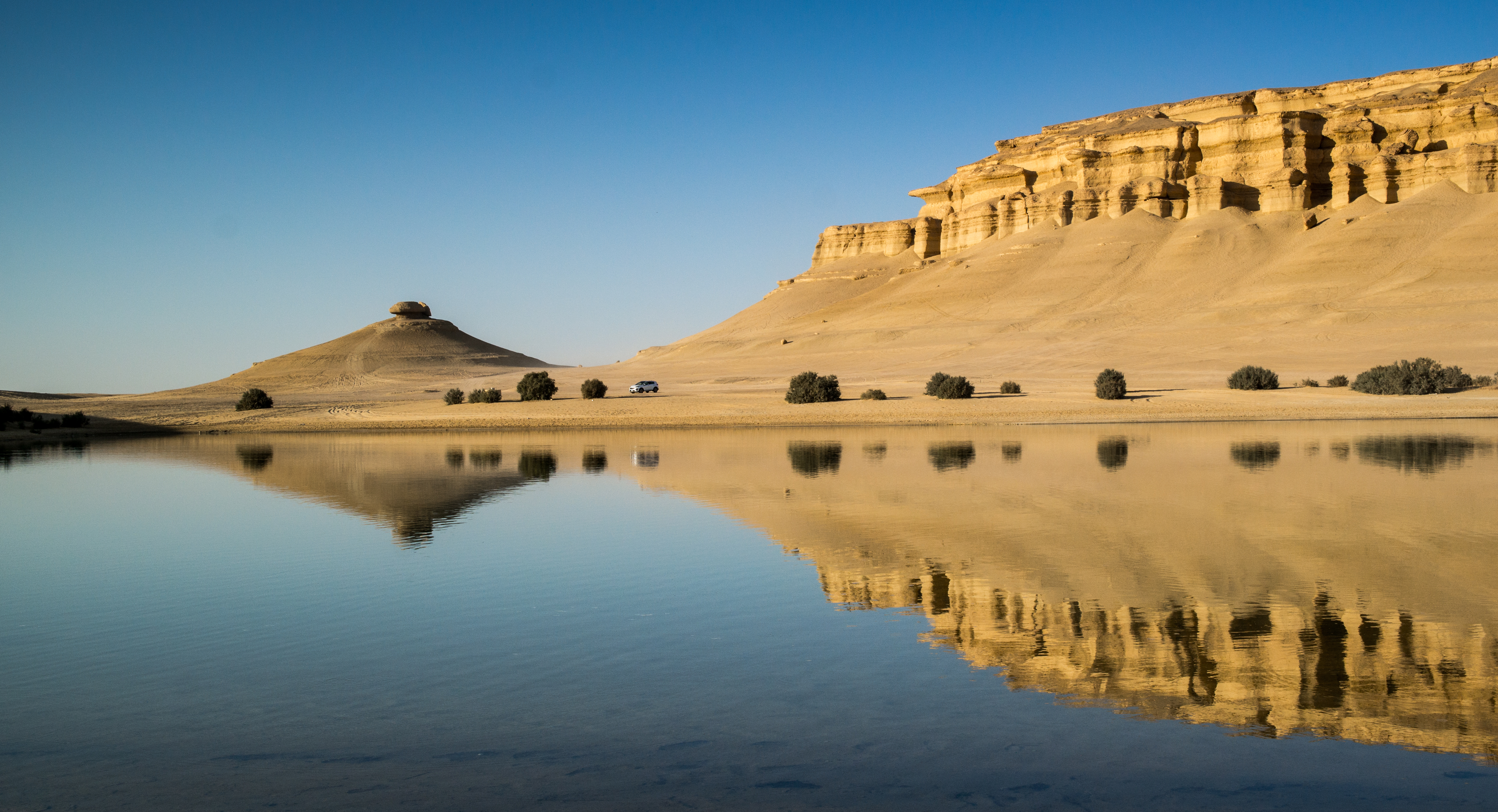
Le lac magique à Médinet el-Fayoum. Novembre 2021.
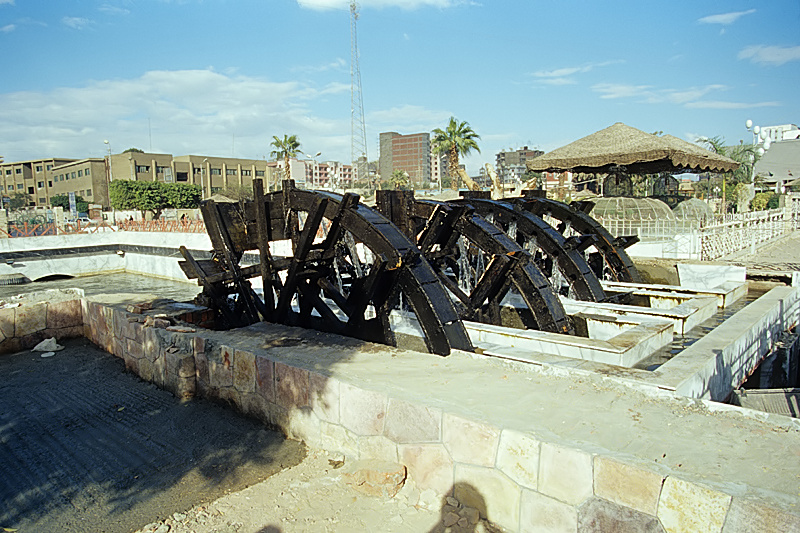
Les norias de Medinet el-Fayoum en 2003.
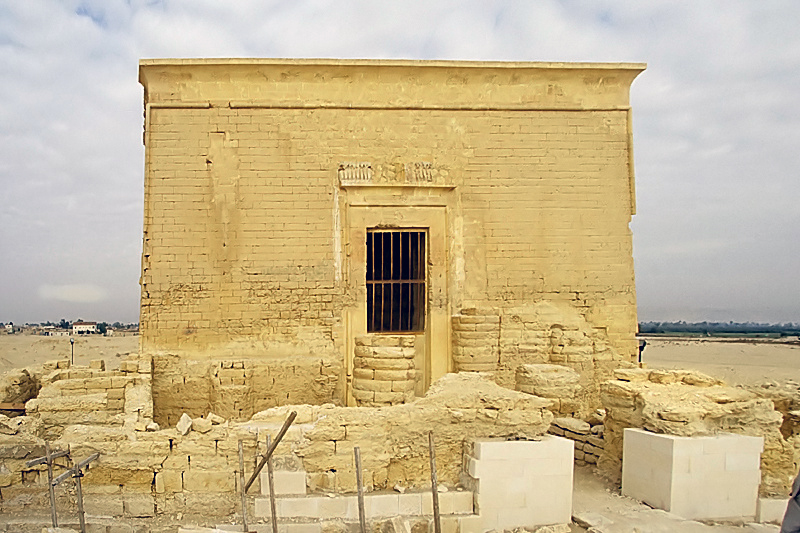
Palais de Qarun.

## Personnalités
- Hanan El Tawil, née en 1966 à Sinnuris, Fayoum, chanteuse et actrice égyptienne transgenre.